# 작업 표시줄
작업 표시줄(Task Bar, 문화어: 과제띠)은 컴퓨터에서 응용 프로그램 바탕 화면의 모서리에 위치한 표시줄이다. 마이크로소프트 윈도우 운영 체제의 작업 표시줄은 시작 단추를 포함하고 있다. 마이크로소프트 윈도우 95 이후의 버전에서 응용 프로그램을 감시하고 실행하는 데 쓰이는 윈도우 셸의 일부이다. 다른 바탕 화면 환경들 또한 그와 비슷한 인터페이스 구성 요소를 가지고 있다.
마이크로소프트 윈도우의 explorer.exe가 작업 표시줄과 더불어 그래픽 사용자 인터페이스를 사용할 수 있게 만들어 준다. 작업 표시줄은 윈도우에서 잘 알려진 도구 모음으로 인식된다.

## 마이크로소프트 윈도우
윈도우에서 작업 표시줄의 기본 위치는 화면 맨 아래에 있으며, 기본적으로 왼쪽에서 오른쪽까지 시작 메뉴, 빠른 실행, 작업 표시줄 버튼, 알림 영역(시스템 트레이, 문화어: 체계서고, 통지구역)으로 되어 있다. 윈도우 XP가 출시됨에 따라, 마이크로소프트는 작업 표시줄의 동작을 수정하여 피츠의 법칙을 이용하였다.
- 시작 메뉴: 프로그램, 문서, 설정, 찾기, 도움말, 실행, 시스템 종료에 접근할 수 있는 명령들이 포함되어 있다.

- 빠른 실행: 인터넷 익스플로러 4에 처음 도입되었으며, 응용 프로그램들의 바로 가기 아이콘을 포함하고 있다. 인터넷 익스플로러와 같은 기본 항목을 제공하고 있으며, 사용자나 서드 파티 소프트웨어가 사용자의 취향에 맞게 바로 가기를 추가할 수 있다. 이 영역 안의 응용 프로그램 아이콘을 한 번 클릭하면 응용 프로그램이 실행된다. 이 항목은 언제나 존재하는 것은 아니다. 이를테면, 윈도우 XP에서는 이 기능이 기본적으로 꺼져 있지만, 속성을 변경하여 사용할 수 있게 만들 수 있다. 그러나 윈도우 7버전부터는 더 이상 빠른 실행 기능을 지원하지 않는다.

- 작업 표시줄 단추: 윈도우 셸은 응용 프로그램이 스스로가 소유하지 않는 창(부모 창이 없으면서 윈도우 사용자 인터페이스 가이드라인에 따라 만들어진 창)을 만들 때마다 작업 표시줄 단추를 작업 표시줄에 놓는다. 보통 모든 SDI 응용 프로그램들은 단일 작업 표시줄 단추를 각 창에 만든다. (비록 모달 창이 그 곳에 나타날지라도 말이다) 윈도우 XP는 "작업 표시줄 그룹" 기능을 도입하여, 같은 응용 프로그램의 여러 개의 창을 하나의 단추로 만들어 준다. 이 단추는 클릭할 때 그룹으로 된 모든 창을 메뉴 형식으로 보여 준다. 너무 많은 창이 한 번에 열렸을 때 작업 표시줄이 엉망이 되는 것을 막아 준다. 그리고 윈도우 7버전부터는 작업 표시줄 기능이 대폭 수정되어, 한 아이콘 형태로 작업 표시줄 기능을 바꾸었다. 원하는 실행 프로그램을 작업 표시줄에 고정하여 사용할 수도 있고, 웹 사이트를 작업 표시줄에 고정 할 수도 있다.(인터넷 익스플로러 9 이상)

- 알림 영역: 작업 표시줄의 마지막 부분이다. 시스템 트레이로도 알려져 있다. 주로 상태를 알리는 것을 포함하지만, 윈앰프와 같은 일부 프로그램들이 최소화될 때 그 곳에 상주한다. 기본적으로 시계가 이 곳에 위치하며, 응용 프로그램들이 사용자에게 작업 상태나 이벤트를 알려 주기 위해 알림 영역에 아이콘을 하나 이상 놓을 수 있다. 이를테면, 어떠한 응용 프로그램은 프린터 아이콘을 상태 표시줄에 놓음으로써 인쇄 작업이 진행 중임을 표시할 수 있고, 디스플레이 드라이버 응용 프로그램이 여러 화면 해상도에 빠르게 접근할 수 있게 할 수 있다. 윈도우 XP, 윈도우 비스타에서 사용자는 어떠한 아이콘을 계속 보여 주게 하거나 일정한 시간 동안 보이지 않게 만들 수 있다. 시계가 알림 영역에 표시되지만, 작업 표시줄 시계 치환이라는 유틸리티를 사용하면 윈도우 XP 작업 표시줄의 기본 시계를 기능이 많은 다른 시계로 바꾸게 할 수 있다.

|  |

|  |

|  |

## 다른 데스크톱 환경
윈도우만이 작업 표시줄을 가진 운영 체제는 아니다. 비슷한 표시줄이 다양한 리눅스 데스크톱 환경에 존재한다. OS X의 기능인 독,과 그의 이전 인터페이스인 NEXTSTEP은 작업 표시줄의 일종이다. OS X의 독은 창 지향이 아닌 응용 프로그램 지향이다. 실행되는 각 응용 프로그램은 화면 위의 창 수에 관계 없이 하나의 아이콘으로 독에 표시된다. 함축된 메뉴는 응용 프로그램 창에 접근을 제공하는 독 아이콘에서 마우스 오른쪽 버튼을 누름으로써 열 수 있다. 최소화된 창은 또한 맨 오른쪽 구역 안에 그래픽 섬네일로 도크 안에 표시된다.
처음 알려진 작업 표시줄 개념은 아르키메데스 컴퓨터를 위해 1987년에 공개된 아콘 아서 운영 체제에 도입되었다. 아이콘 표시줄로 불리며, 아서의 뒤를 잇는 RISC OS 운영 체제의 필수적인 부분으로 자리잡고 있다. 아이콘 표시줄은 마운트된 디스크 드라이브와 램 디스크, 실행 중인 응용 프로그램과 시스템 유틸리티를 보여주는 아이콘을 가진다. 이러한 아이콘들은 자체적인 환경 메뉴를 가지고 있으며 드래그 앤 드롭 동작을 지원한다. 1985년에 공개된 윈도우 1.00(아서보다 2년 전)은 여러 종류의 작업 표시줄을 제공했다. 실행 중인 작업 표시줄은 알림 영역은 없었지만, 아래쪽 패널 안에 아이콘화되었다. 윈도우 2.x, 3.x은 작업 표시줄은 없지만 데스크톱에 최소화된 실행 작업을 표시하였다.
다양한 KDE 배포판에서, 작업 표시줄은 Kicker 프로그램으로 실행되며 두 개의 부분으로 이루어져 있다.:
- 패널: 화면 아래에 걸쳐 있는 제어 표시줄이다. 응용 프로그램을 찾아 실행하고 창과 데스크톱 사이를 탐험하는 데 사용된다. 윈도우 시작 메뉴와 비슷한 메뉴를 포함하고 있다. 파일 시스템을 메뉴로 접근할 수 있는 디스크 탐색기(이와 비슷한 것이 윈도우에도 있음), 데스크톱 사이를 바꾸는 데스크톱 페이저도 있다. 마지막 항목은 윈도우에는 기본적으로 가능한 것은 아니다. 윈도우 "빠른 실행"과 같이, 응용 프로그램, 디렉터리, URL을 빠르게 열기 위한 추가 버튼이 KDE 패널에 추가될 수 있다.

- 작업 표시줄: 두 번째 부분이 작업 표시줄로, 화면 맨 위에 실행되어 실행 중인 응용 프로그램을 추적하는 것을 도와 준다. 윈도우 작업 표시줄 영역에 있는 작업 표시줄 버튼과 비슷하다.

|  |

|  |

## 같이 보기
- 셸
- 도구 모음
- 윈도우 탐색기